# FL Studio
Az FL Studio – régebbi nevén FruityLoops – egy digitális audio munkaállomás (DAW), a belga Image-Line Software fejlesztésében. Az FL Studio eredetileg Didier Dambrin alkotása volt, aki most a vezető programozója az egész fejlesztésnek.
Az FL Studio egy teljesen automatizálható munkakörnyezetet biztosít, központban egy pattern alapú zenei szekvenszerrel. Az alkalmazás magában foglalja a MIDI támogatást és rengeteg funkciót biztosít az audió szerkesztéshez, keveréshez, és felvételhez. A kész dalok vagy klipek Microsoft WAV-ba, MP3-ba, FLAC-ba és az OGG Vorbis formátumba konvertálhatók. Az FL Studio *.flp formátumba menti a projekteket, osztozva a hasonló kiterjesztéssel, melyet az Adobe Flash készített.
Az Image-Line és az Akai Professional közös munkájának gyümölcseként megjelent az első dedikált kontroller az FL Studio-hoz. Ez lett az Akai Professional Fire. (https://fire.akaipro.com Archiválva 2018. október 14-i dátummal a Wayback Machine-ben)

## Változatok
Az Image-Line a program megvásárlóinak élethosszig tartó ingyenes frissítéseket biztosít. Ez azt jelenti, hogy az FL Studio 12-t, 20-at, stb. mind ingyen kapjuk meg, ha rendelkezünk érvényes licenccel. A program ötféle változatban kapható: Express Edition, Fruity Edition, Producer Edition, Signature Bundle (korábban XXL Producer Edition), valamint az All Plugins Bundle .
Az Express Edition inkább csak loop-ok gyártására alkalmas, a fontosabb hangszereket és effekteket a Fruity Edition-től kezdve kapjuk meg. Utóbbi változatban csak a hangfelvételi lehetőségekről kell lemondanunk, minden másban megegyezik a Producer Edition-al (illetve nem tartalmazza az ún. Automation Clip-eket). A Signature Bundle-ban már több - külön megvásárolható - kiegészítő modult kapunk, természetesen jelentős kedvezménnyel. Az All Plugins Bundle-ban az összes IL VST/VSTi megtalálható, szintén kedvezményesen. Továbbá létezik egy Fruity Fire Edition, melyet az Akai Professional Fire-höz adnak. A program demója további engedményekkel szolgál: bármit csinálhatunk benne, csak éppen *.flp állományba nem menthetjük el a munkánk, időkorlát nélkül (a regisztrálatlan pluginekkel szintúgy ez a helyzet még akkor is, ha egyébként az alapprogramra van érvényes licencünk).

## További jellemzők
Bár a programcsomag egyben tartalmazza az összes - az Image Line által fejlesztett - hangszert és effektet, legtöbbjüket mégis külön kell megvásárolni (pl. Sytrus, Poizone, Sawer, Maximus, Vocodex, Gross Beat). Ezek a kiegészítők önálló VST modulként is működnek, tehát más munkaállomásokban is használhatóak. Az alapcsomagban lévők már évek óta a program részei (3xOSC, DX10, TS404, Symsynth Live, Fruity Vibrator, Fruity Delay, Fruity Reverb, Fruity Compressor, Fruity Filter, Parametric EQ, stb.) A program minden fontos effekttel rendelkezik, továbbá egy 126 sávos (125 FX / SEND, 1 MASTER) keverővel is, így a masterelési munkálatok is elvégezhetőek vele. Sajátjain kívül külső VST hangszereket is tud fogadni. Sőt maga az FL Studio is lehet beépülő modul egy másik alkalmazásban.
A program 32 bites lebegőpontos belső jelfeldolgozást használ, rendelkezik DirectSound és ASIO támogatással, valamint egy jól áttekinthető és nagy funkcionalitással bíró belső kottaszerkesztővel (Piano Roll).

## Külső hivatkozások
- Az FL Studio magyar weboldala
- FL Studio Fórum - Magyar Digitális Zenészek Fóruma
- FL Studio Tutorialok magyarul
- Hivatalos honlap Archiválva 2010. december 6-i dátummal a Wayback Machine-ben
- Online Súgó